# Сасаи, Ёсики
Ёсики Саса́и (яп. 笹井 芳樹; 5 марта 1962, Хиого, Япония — 5 августа 2014, Кобе, Япония) — японский эмбриолог, специалист по стволовым клеткам. Доктор медицины Киотского университета. Профессор Института вирусной и регенеративной медицины Киотского университета. Один из основателей и заместитель директора Центра биологии развития Института физико-химических исследований (RIKEN), а также заведующий Лабораторией органогенеза и нейрогенеза RIKEN.
В 2014 году широкую известность получили две статьи, опубликованные в январе в журнале Nature, в которых были изложены итоги исследований в области стволовых клеток, проведённых научными сотрудниками Центра биологии развития, среди которых первую роль играла Харуко Обоката. Исследователями было объявлено, что посредством опытов над зрелыми клетками мыши, которые подвергались различного рода стрессовым воздействиям, включая погружение в кислоту — метод, получивший известность под названием «получение плюрипотентности, вызванной стимулом» (англ. stimulus-triggered acquisition of pluripotency, STAP), ими был обнаружен новейший способ преобразования клеток в эмбрионально-подобное (плюрипотентное) состояние. Данное исследование первоначально было высоко оценено мировым научным сообществом, поскольку являлось теоретическим и медицинским открытием и позволяло упростить получение стволовых клеток, необходимых для пересадки. Однако в апреле того же года в RIKEN было проведено внутреннее расследование, а проводившая его комиссия пришла к заключению, что Харуко Обоката виновна во включении в публикации подложных данных (фотографии и рисунки). Журнал Nature посвятил этой истории специальный выпуск «Взлёт и падение STAP» (англ. The rise and fall of STAP), а в июле 2014 года обе ранее опубликованные статьи были отозваны. Несмотря на то, что комиссия пришла к выводу о полной непричастности Сасаи к обнаруженным фактам фальсификации, хотя и признала в своём отчёте, что за невнимательное научное руководство он несёт «серьёзную ответственность», однако последовавший за этим целый ряд отставок, а также массовое обсуждение предпосылок случившегося привели к тому, что Сасаи, указав в своей предсмертной записке, что сожалеет о произошедшем и желает сохранить лицо, покончил жизнь самоубийством, находясь в здании RIKEN, повесившись на шнуре.

## Биография
Родился 5 марта 1962 в Хиого.
В 1986 году окончил Медицинскую школу Киотского университета и поступил в клиническую ординатуру Центральной городской больницы Кобе.
В 1988 году стал работать в Киотском университете, пройдя путь до профессора (с апреля 1998 года) Института вирусной и регенеративной медицины Киотского университета.
В январе 1993 года получил степень доктора медицины в Киотском университете, защитив диссертацию по теме «Два фактора спираль-петля-спираль млекопитающих структурно подобны факторам hairy и Enhancer of split дрозофилы».
В марте того же года стал приглашённым научным сотрудником Калифорнийского университета в Лос-Анджелесе, где проводил исследования под научным руководством Эдварда Де Робертиса.
В 2007 году был приглашённым профессором Медицинской школы Лундского университета.
Входил в редакции научных журналов Development, Genesis: The Journal of Genetics and Development и Neuron.

## Награды
- Осакская научная премия[яп.] (2010)[10]
- 12-я Премия Таити Ямадзаки[англ.] (2012)[11]
- Медицинская премия Такеда[яп.] (2012)[11]
- Премия Уэхара[яп.] (2014)[12]

## Научные труды

### Монографии
- NHK「サイエンスZERO」取材班、近藤滋[яп.]、笹井芳樹 編著 『細胞「私」をつくる60兆個の力 NHKサイエンスZERO[яп.]』 NHK出版、[яп.]2011年。
- - stemnessと分化の制御,新規因子の発見から三次元組織形成など臨床につながる最新成果まで』 梅澤明弘、笹井芳樹、洪実 編集、羊土社〈実験医学 増刊 Vol.30 No.10〉、2012年6月。

### Статьи
- Sasai Y., Kageyama R., Tagawa Y., Shigemoto R., Nakanishi S. (1992), Two mammalian helix-loop-helix factors structurally related to Drosophila hairy and Enhancer of split, Genes & Development, 6 (12B): 2620–34, doi:10.1101/gad.6.12b.2620, PMID 1340473{{citation}}:  Википедия:Обслуживание CS1 (множественные имена: authors list) (ссылка)
- Sasai Y., Lu B., Steinbeisser H., Geissert D., Gont L. K., De Robertis E. M. (1994), Xenopus chordin: A novel dorsalizing factor activated by organizer-specific homeobox genes, Cell, 79 (5): 779–90, doi:10.1016/0092-8674(94)90068-X, PMC 3082463, PMID 8001117{{citation}}:  Википедия:Обслуживание CS1 (множественные имена: authors list) (ссылка)
- Bouwmeester T., Kim S., Sasai Y., Lu B., De Robertis E. M.[англ.] (1996), Cerberus is a head-inducing secreted factor expressed in the anterior endoderm of Spemann's organizer, Nature, 382 (6592): 595–601, doi:10.1038/382595a0, PMID 8757128 {{citation}}: Проверьте значение |author= (справка)Википедия:Обслуживание CS1 (множественные имена: authors list) (ссылка)
- Piccolo S., Sasai Y., Lu B., De Robertis E. M. (1996), Dorsoventral patterning in Xenopus: Inhibition of ventral signals by direct binding of chordin to BMP-4, Cell, 86 (4): 589–98, doi:10.1016/s0092-8674(00)80132-4, PMC 3070603, PMID 8752213{{citation}}:  Википедия:Обслуживание CS1 (множественные имена: authors list) (ссылка)
- De Robertis E. M., Sasai Y. (1996). «A common plan for dorsoventral patterning in Bilateria». // Nature. vol. 380. P. 37-40.
- 「神経誘導因子コーディンによる転写因子の調節」、『三共生命科学研究振興財団研究報告集』第14巻、1999年10月、 39-47頁。
- 「遺伝子探訪(10)京都大学再生医科学研究所--21世紀医療の創造をめざして!京都大学再生医科学研究所」、『遺伝子医学』第4巻第1号、2000年2月、 178—182頁。
- Kawasaki H., Mizuseki K., Nishikawa S., Kaneko S., Kuwana Y., Nakanishi S. (2000), Induction of midbrain dopaminergic neurons from ES cells by stromal cell-derived inducing activity, Neuron, 28 (1): 31–40, doi:10.1016/s0896-6273(00)00083-0, PMID 11086981{{citation}}:  Википедия:Обслуживание CS1 (множественные имена: authors list) (ссылка)
- 「発生生物学物語:古きを訪ね,新しきを考える(7)ボディープランのマイクロフィルム:オーガナイザーを取り巻く概念と分子」、『細胞工学』第19巻第2号、2000年2月、 302—310頁。
- 笹井芳樹、大滝俊一、長谷川隆「Key Person 笹井芳樹 京都大学再生医科学研究所教授 ES細胞から神経"再生"人での実用化も間近に」、『週刊東洋経済[яп.]』第5690号、2001年4月14日、 92-95頁。
- Morizane A., Takahashi J., Takagi Y., Sasai Y., Hashimoto N. (2002). «Optimal conditions for in vivo induction of dopaminergic neurons from ES cells through stromal cell-derived inducing activity.». // Journal of Neuroscience Research[англ.]. vol. 69 (6). P. 934—939.
- 「新しい分泌因子Kielinによる眼発生制御の分子解析」、『日産科学振興財団研究報告書』第25巻、2002年、 25-28頁。
- 水関健司、笹井芳樹「胚性幹細胞から神経細胞への試験管内分化誘導」、『臨床神経学』第42巻第11号、2002年11月1日、 1142頁。
- 「特別講演 幹細胞医学 — 関西での再生医学研究と連携 -」、『日本香粧品科学会誌』第27巻第3号、2003年、 153—157頁。
- Haruta M., Sasai Y., Kawasaki H., Amemiya K., Ooto S., Kitada M., Suemori H., Nakatsuji N., Ide C., Honda Y., Takahashi M. (2004-03). «In vitro and in vivo characterization of pigment epithelial cells differentiated from primate embryonic stem cells». // Investigative Ophthalmology & Visual Science[англ.] vol. 45 (3). P. 1020—1025.
- 「ES細胞からの生体パーツ化の試み : 外胚葉組織を中心に」、『日本皮膚科学会雑誌』第114巻第3号、2004年3月20日、 388—389頁。
- 「神経堤細胞の発生制御 : 発生生物学および幹細胞生物学の知見から」、『小児がん』第41巻第3号、2004年11月21日、 472頁。
- 「ES細胞からの生体パーツ化の試み : 試験管内での外胚葉組織分化制御」、『日本皮膚科学会雑誌』第114巻第13号、2004年12月10日、 2012—2016頁。
- Watanabe K., Ueno M., Kamiya D., Nishiyama A., Matsumura M., Wataya T., Takahashi J. B., Nishikawa S., Nishikawa S. I., Muguruma K., Sasai Y. (2007), A ROCK inhibitor permits survival of dissociated human embryonic stem cells, Nature Biotechnology, 25 (6): 681–686, doi:10.1038/nbt1310, PMID 17529971{{citation}}:  Википедия:Обслуживание CS1 (множественные имена: authors list) (ссылка)
- Osakada F., Ikeda H., Mandai M., Wataya T., Watanabe K., Yoshimura N., Akaike A., Sasai Y., Takahashi M. (2008). «Toward the generation of rod and cone photoreceptors from mouse, monkey and human embryonic stem cells». // Nature Biotechnology. vol. 26. P. 215—224.
- Hayashi H., Morizane A., Koyanagi M., Ono Y., Sasai Y., Hashimoto N., Takahashi J. (2008). «Meningeal cells induce dopaminergic neurons from embryonic stem cells». // European Journal of Neuroscience[англ.]. vol. 27. P. 261—268.
- 「ヒト多能性幹細胞の分化誘導・移植の技術開発と技術支援のための総合拠点」、『再生医療』第7巻第3号、2008年8月、 235—238頁。（特集 iPS細胞研究の最前線 -ヒトiPS細胞等研究拠点整備事業実施機関）。
- 「理化学研究所神戸研究所の活動 ヒト多能性幹細胞の分化誘導・移植の技術開発と技術支援のための総合拠点」、『最新医学』第64巻第802号、2009年3月、 675—687頁。（特集 幹細胞研究の最新の進歩(前篇)多能性幹細胞 — iPS細胞を用いた再生医療実現化に向けて）。
- Osakada F., Ikeda H., Sasai Y., Takahashi M. (2009). «Stepwise differentiation of pluripotent stem cells into retinal cells». // Nature Protocols[англ.]. vol. 4. P. 811—824. PMID 19444239.
- Doi D., Morizane A., Kikuchi T., Onoe H., Hayashi T., Kawasaki T., Motono M., Sasai Y., Saiki H., Gomi M., Yoshikawa T., Hayashi H., Shinoyama M., Mohamed R., Suemori H., Miyamoto S., Takahashi J. (2012). «Prolonged maturation culture favors a reduction in the tumorigenicity and the dopaminergic function of human ESC-derived neural cells in a primate model of Parkinson’s disease». // Stem Cells. vol. 30 (5). P. 935—945.
- 「網膜と下垂体の自己組織化 : 次々世代再生医療への新アプローチ」、『最新医学』第67巻第7号、2012年7月、 1750—1757頁。
- 「発生学 試験管で網膜をつくる」、『日経サイエンス』第43巻第2号、2013年2月、 64-69頁。
- 笹井芳樹. «創発生物学への誘い―神秘のベールに隠された生命らしさに挑む». 2014年8月6日閲覧。
  - 「創発生物学への序：多細胞生物学研究のパラダイムシフト」、『実験医学』第31巻第13号、2013年8月。
  - 「多細胞社会に見る自己組織化：眼杯などの自己組織化を例に」、『実験医学』第31巻第16号、2013年10月。
  - 「自己組織化の3つのメカニズム：自己集合， 自己パターン形成， 自己駆動型形態形成」、『実験医学』第31巻第19号、2013年12月。
  - 「創発する力学̶化学場：自己駆動型形態形成」、『実験医学』第32巻第3号、2014年2月。
  - 「局所と全体の呼応：自律制御する発生場」、『実験医学』第32巻第6号、2014年4月。
  - 「創発生物学の展望：多細胞社会を操る制御のツボとその応用」、『実験医学』第32巻第13号、2014年8月。
- Obokata H., Sasai Y., Niwa H. (2014). «Essential technical tips for STAP cell conversion culture from somatic cells». // Protocol Exchange.（2014年7月2日撤回済み）
- Assawachananont J., Mandaiemail M., Okamoto S., Yamada C., Eiraku M., Yonemura S., Sasai Y., Takahashi M. (2014). «Transplantation of Embryonic and Induced Pluripotent Stem Cell-Derived 3D Retinal Sheets into Retinal Degenerative Mice». // Stem Cell Reports[англ.]. vol. 2 (5). P. 662—674.

### Отозванные работы
- Haruko Obokata, Teruhiko Wakayama[яп.], Yoshiki Sasai, Koji Kojima[яп.], Martin P. Vacanti, Hitoshi Niwa[яп.], Masayuki Yamato[яп.] & Charles A. Vacanti[англ.]. Stimulus-triggered fate conversion of somatic cells into pluripotency // Nature volume 505, pages 641—647 (30 January 2014) 
 Nature. 2014. vol. 511. p. 112 (официальное сообщение об отзыве статьи)
- Haruko Obokata, Yoshiki Sasai, Hitoshi Niwa[яп.], Mitsutaka Kadota, Munazah Andrabi, Nozomu Takata, Mikiko Tokoro, Yukari Terashita, Shigenobu Yonemura, Charles A. Vacanti[англ.] & Teruhiko Wakayama[яп.]. Bidirectional developmental potential in reprogrammed cells with acquired pluripotency // Nature. 2014. vol. 505, p. 676—680 
 Nature volume 511, page 112 (03 July 2014) (официальное сообщение об отзыве статьи)